# The Sunday Times (Sydney)
Pour les articles homonymes, voir The Sunday Times.
The Sunday Times est un journal qui était publié à Sydney, en Nouvelle-Galles du Sud (Australie) de 1885 à 1930.

## Histoire
The Sunday Times est fondé par W. H. Leighton Bailey. Il est publié pour la première fois le 15 novembre 1885 par Charles Mark Curtiss et son dernier numéro est le no 2389 daté du 1er juin 1930.
The Sunday Times a été contrôlé par la famille Evans pendant plus de 30 ans, jusqu'en 1916, lorsque la Sunday Times Newspaper Company, ainsi que les locaux de la société, sont vendus à Hugh D. McIntosh. En 1927, McIntosh vend ses avoirs dans la Sunday Times Newspaper Company à Beckett's Newspapers, avec JHC Sleeman comme directeur général. The Sunday Times cesse de paraître en 1930 et le personnel en est informé le 8 juin.
La Sunday Times Newspaper Company a également publié The Referee à partir de 1887 et plus tard The Arrow.

## Numérisation
Les différents numéros sont numérisés dans le cadre du projet Australian Newspapers Digitization Program de la National Library of Australia,.

## Voir également
- Liste de journaux en Australie